# Байрамча
Байрамча (укр. Байрамча; до 2024 года — Николаевка-Новороссийская) — село, ранее местечко, относится к Белгород-Днестровскому району Одесской области Украины. Входит в Успеновскую сельскую общину.
Население по переписи 2001 года составляло 1218 человек. Почтовый индекс — 68244. Телефонный код — 4848. Занимает площадь 1,91 км². Код КОАТУУ — 5124583601.

## Географическое положение
Байрамча находится на левом берегу реки Хаджидер, выше на расстоянии 4 км расположено село Кривая Балка, ниже по течению в 10-и км расположено село Кулевча. Через село проходит автомобильная дорога E 87.

## История
Основано в 1821 году (по другим данным в 1807 году) как село Байрамча.
В 1856 году переименовано в станцию Николаевка-Новороссийская.
По данным 1859 года, в селе проживало 857 человек (466 мужского пола и 391 — женского), насчитывалось 146 дворовых хозяйств, существовали православная церковь, молитвенная еврейская школа и почтовая станция, происходили базары еженедельно. По состоянию на 1886 год в бывшем государственном (бывшем казачьем) селе, центре Николаевского-Новороссийской волости, проживали 1044 лица, насчитывалось 281 дворовое хозяйство, существовали православная церковь, еврейский молитвенный дом, почтовая станция, 18 лавок, 3 постоялых двора, происходили базары по воскресеньям.
По переписи населения 1897 года, количество жителей выросло до 2817 человек, из которых православных — 1707 человек, евреев — 980 человек. В селе имелись две синагоги — Большая (1844) и Новая (1890), обе — хасидского толка. В местечке Байрамча существовала учительская семинария с 877 учениками. В Байрамче происходили еврейские погромы.
В 1940 г. после первой оккупации Бессарабии советским режимом с 28 июня были репрессированы до 23 июля 1941 года все зажиточные крестьяне, работники примарии, учителя, торговцы и землевладельцы, в том числе еврейской национальности. В 1941 году нацистским режимом после нападения Гитлеровской Германии на Сталинский СССР репрессии над евреями коснулись и бессарабских в Байрамче, тех, кто не успел эвакуироваться или не хотел вместе с отступлением красной армии с советскими органами после 23 июля 1941 года.
В 1945 г. Указом ПВС УССР село Барамча переименовано в Николаевку-Новороссийскую.

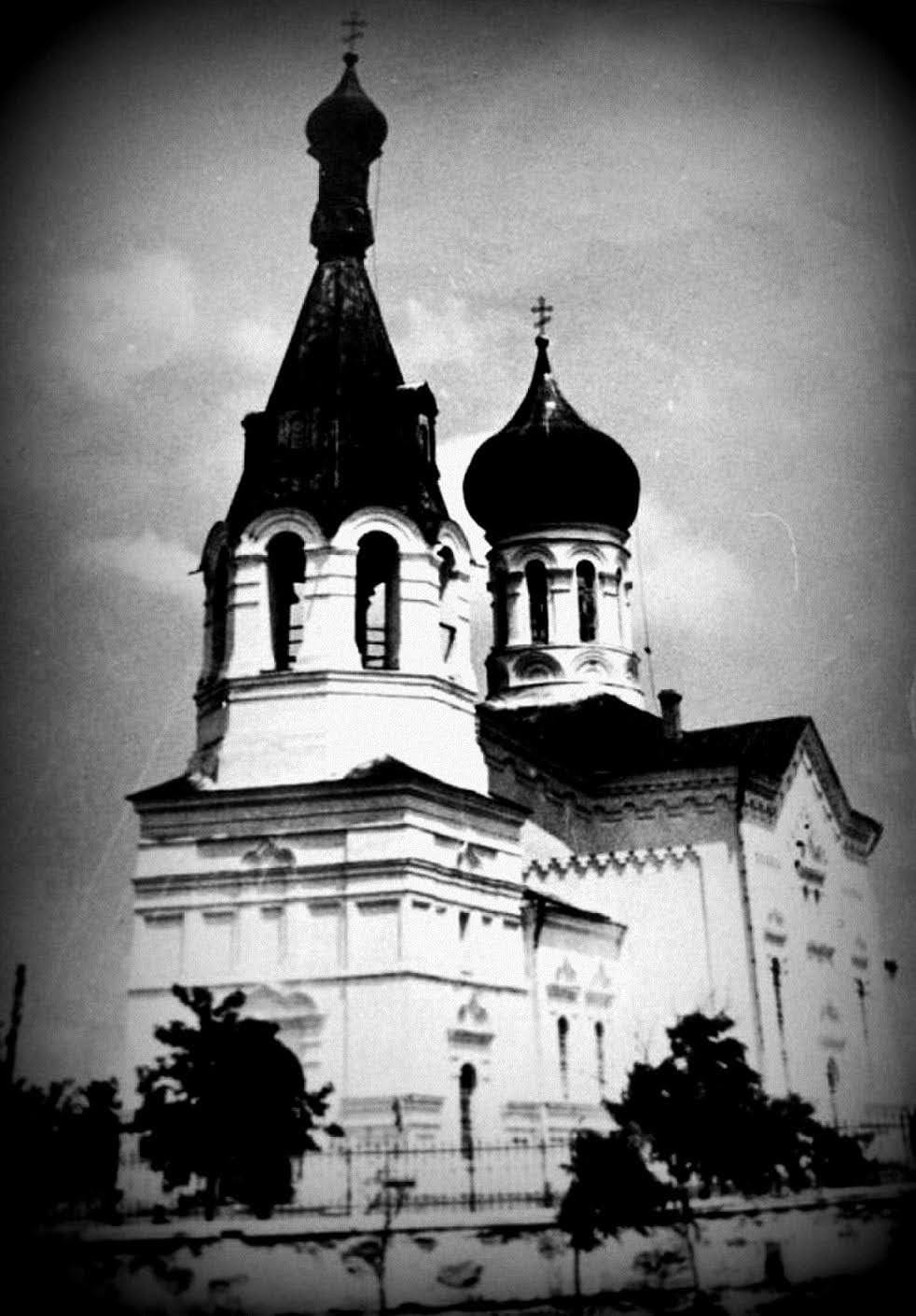
Церковь Байрамчи полностью разрушена советской властью.

В 1960 г. коммунистами СССР полностью разрушена православная церковь Казанской матери Божьей, одно из самых высоких и архитектурно интересных наследий в Украинской Бессарабии.

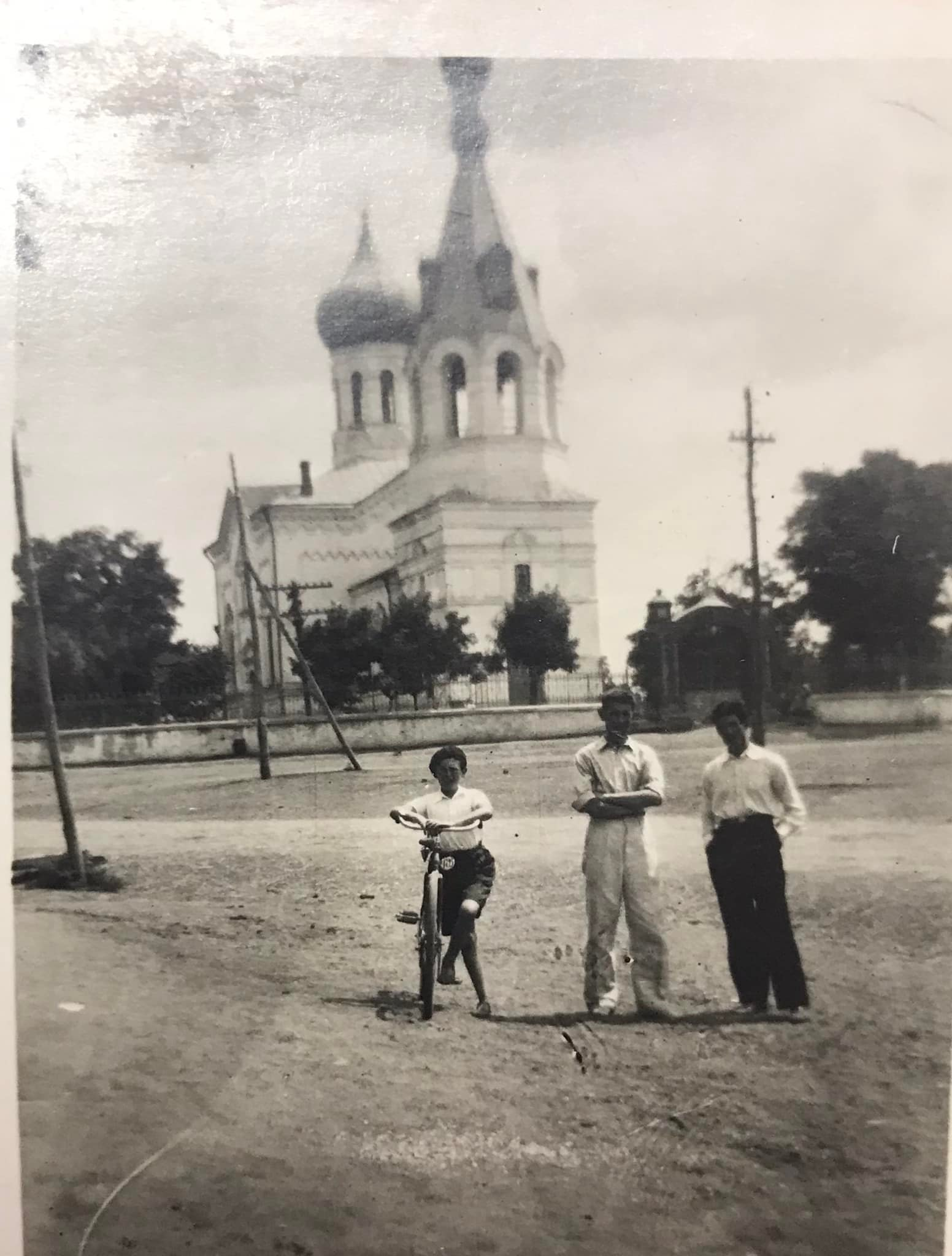
Байрамча, Церковь, 1937 год

20 марта 2024 года Комитет Верховной Рады Украины по вопросам организации государственной власти, местного самоуправления, регионального развития и градостроительства поддержал переименование села в Байрамча, однако окончательное переименование состоялось только после успешного голосования в Верховной Раде.
19 сентября 2024 года постановлением № 12043 Верховной Рады Украины село Николаевка-Новороссийская Одесской области переименовано в село Байрамча. 26 сентября 2024 года постановление вступило в силу.

## Местный совет
68244, Одесская обл., Саратский р-н, с. Николаевка-Новороссийская, ул. Советская, 32.

## Известные уроженцы
- Зайцев, Ювеналий Петрович (1924—2020) — советский и украинский гидробиолог, академик НАН Украины (1997).
- Строенко, Сергей Васильевич (1967—2013) — молдавский футболист и тренер.
- Эльман, Борис Шевелевич (1900—1939) — советский разведчик.
- Яцимирский, Александр Иванович (1873—1925) — российский филолог-славист.
- Черней, Елена (1924—2000) — румынская оперная певица (меццо-сопрано). Заслуженная артистка СРР (1962).

## Галерея

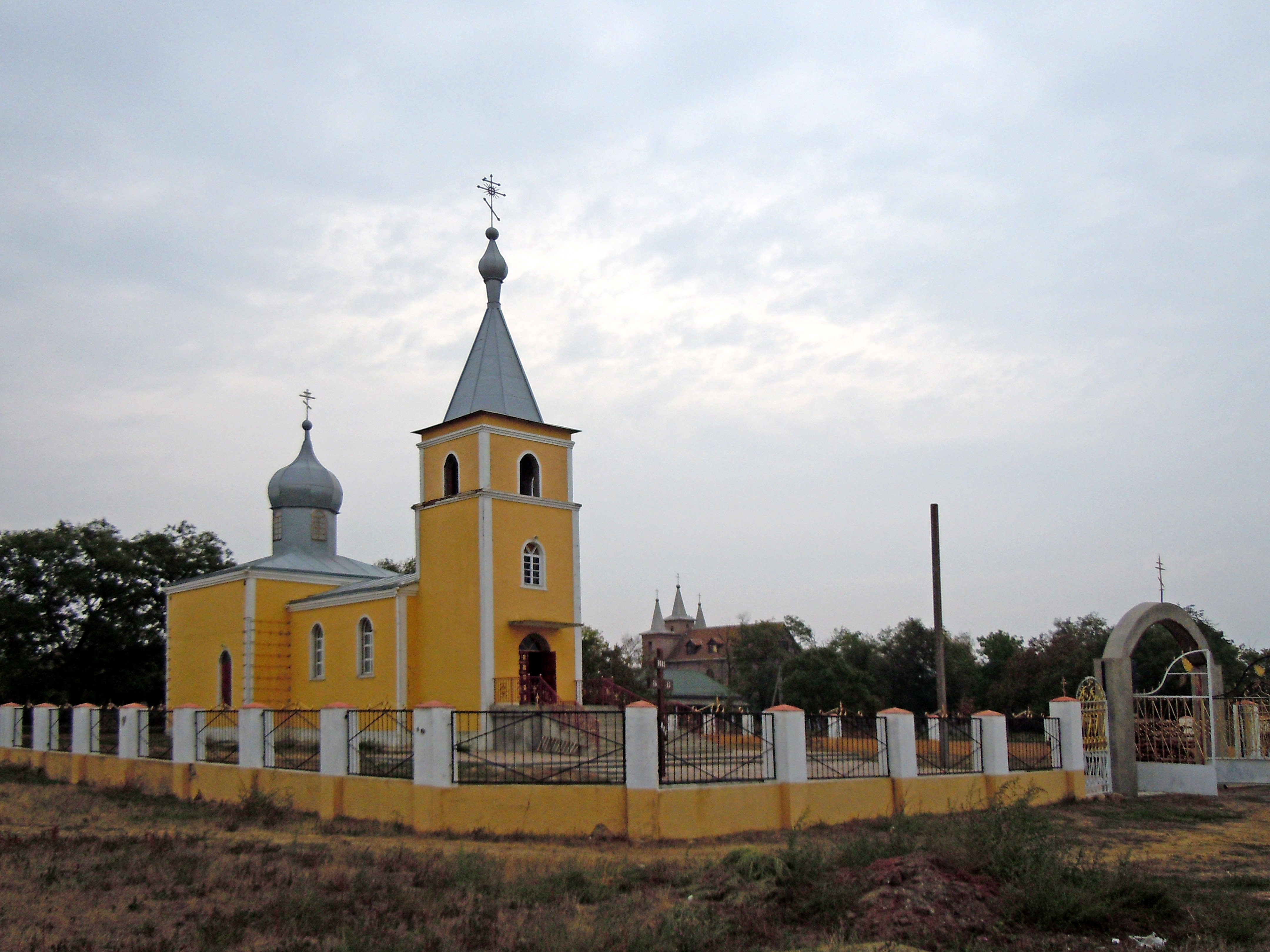
Православная церковь
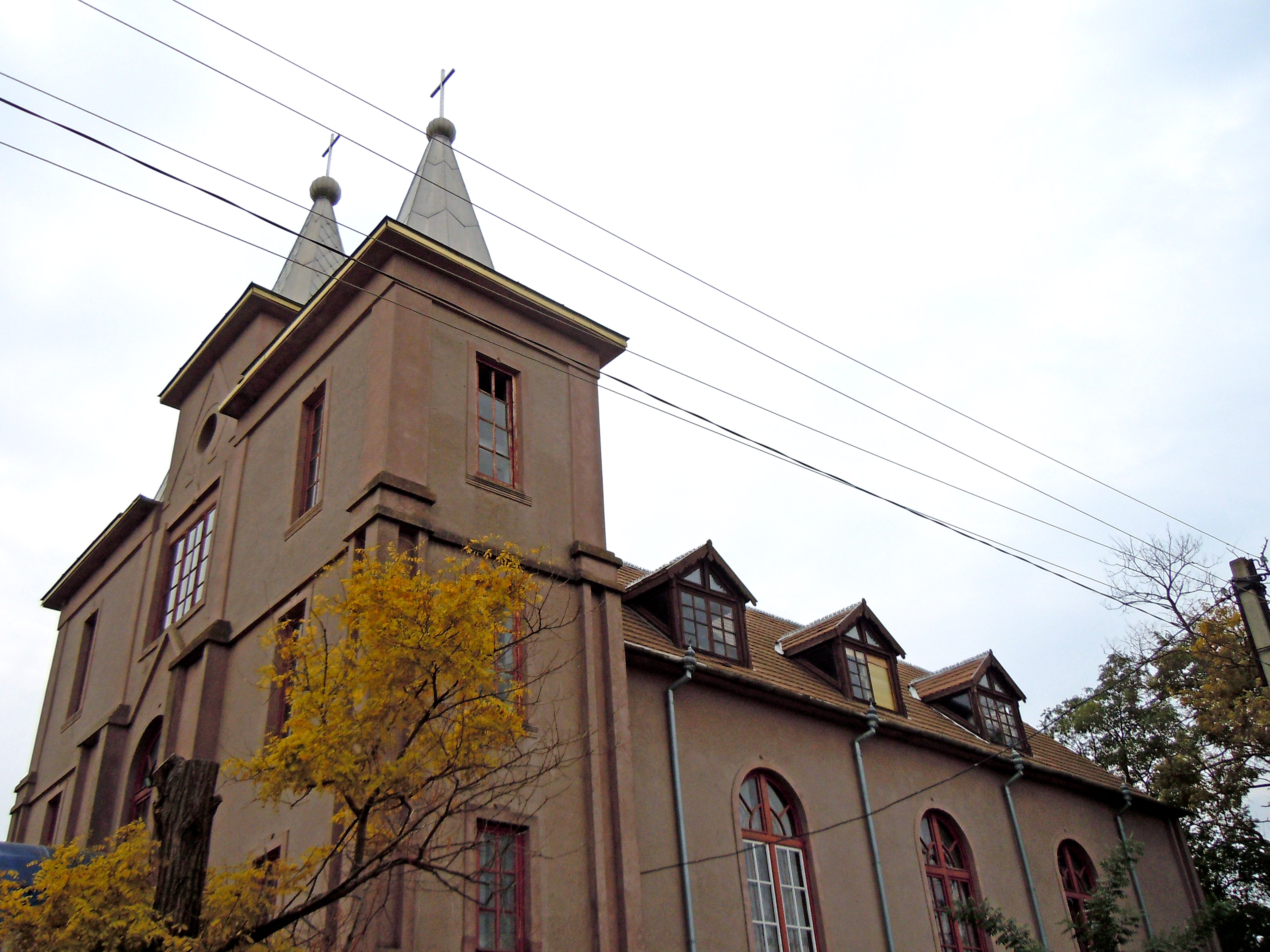
Протестантская церковь
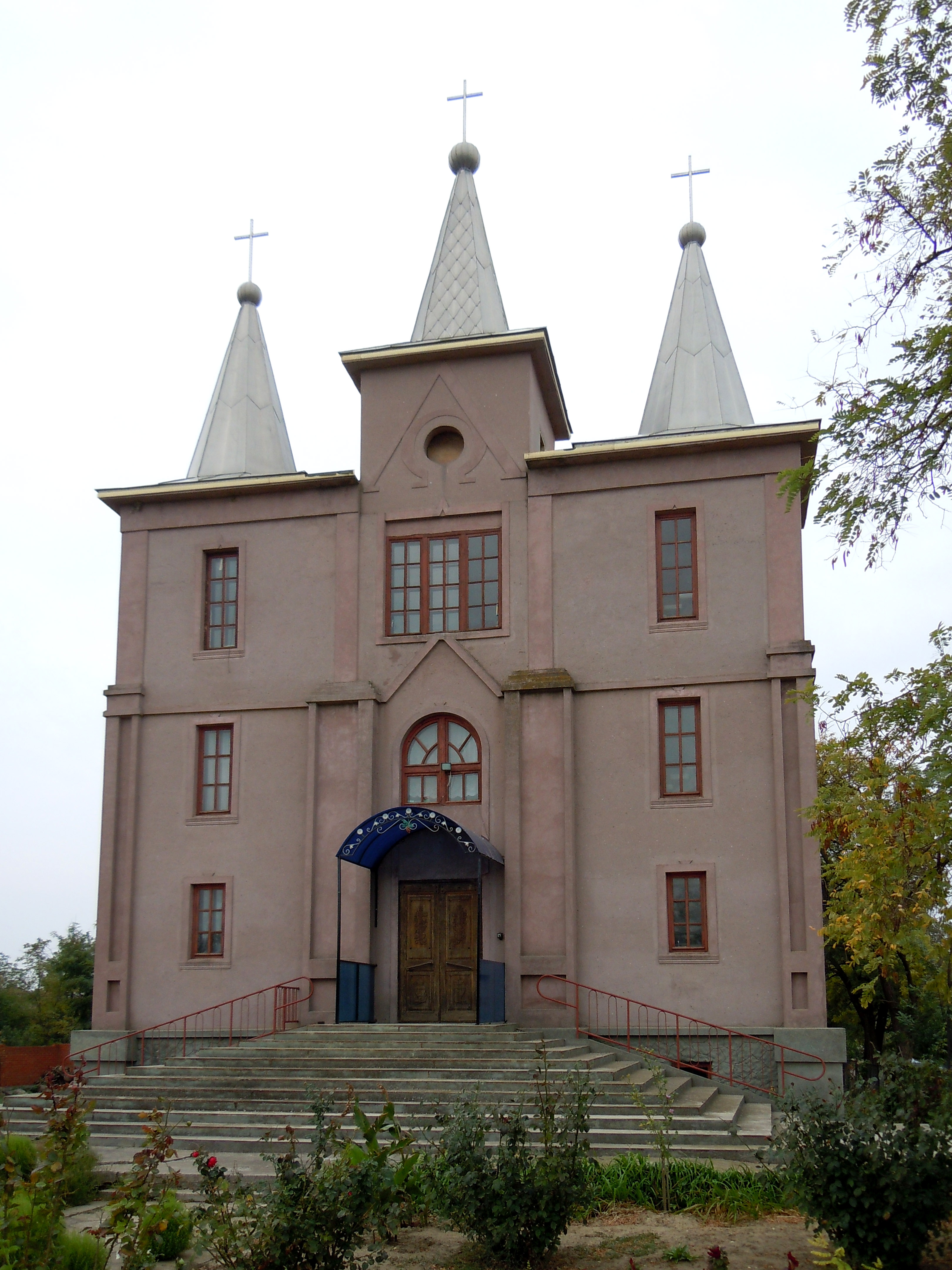
Протестантская церковь
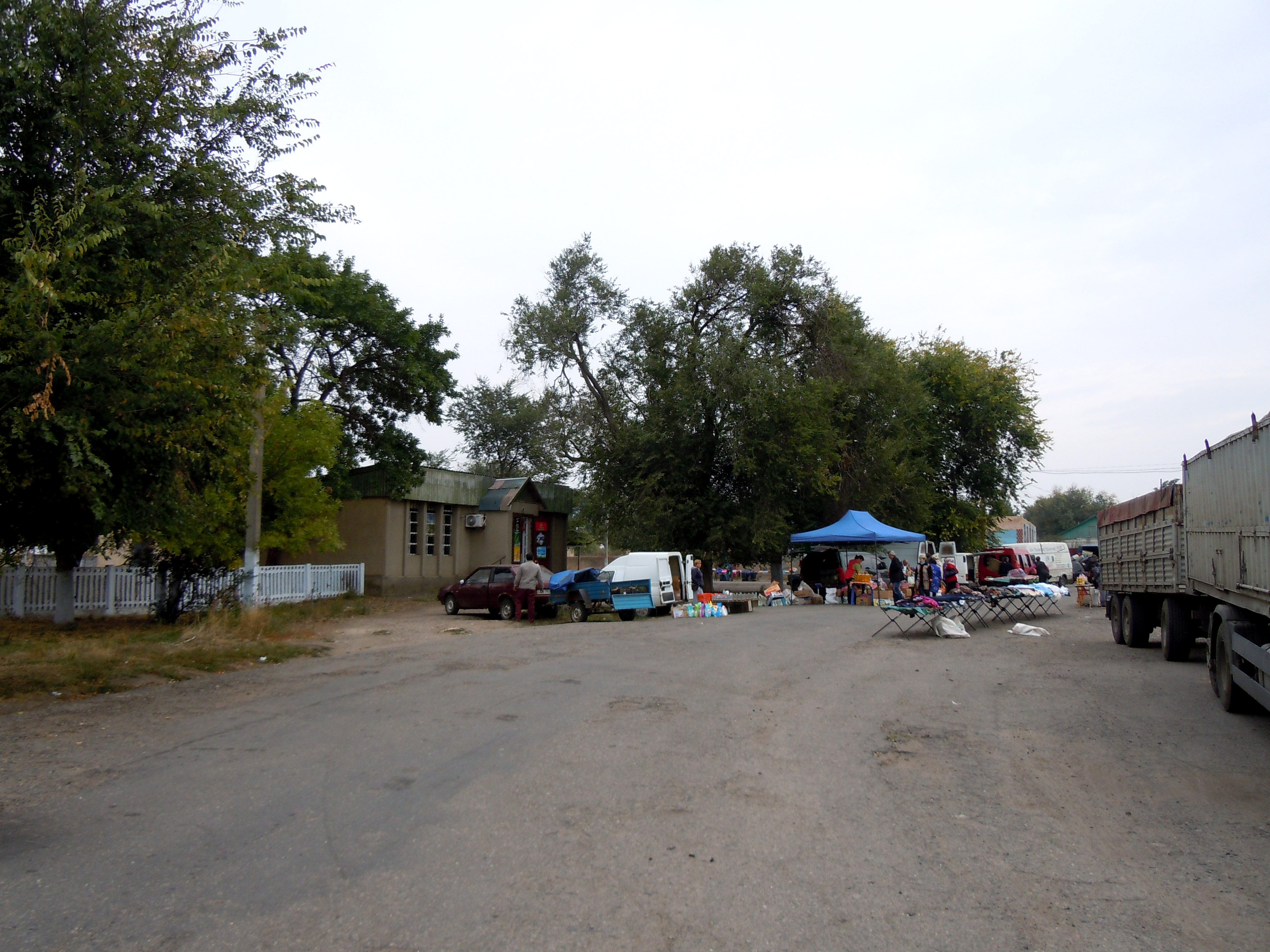
Субботний базар